# Arrondissement Düsseldorf
Das Arrondissement Düsseldorf war eine übergeordnete Verwaltungseinheit im Rheinland während der napoleonischen Besetzung zwischen 1806 und 1813. Aus ihm gingen 1816 die preußischen Kreise Düsseldorf, Mettmann und Opladen hervor.

## Geschichte
Düsseldorf war bis 1806 mehrere Jahrhunderte lang Haupt- und Residenzstadt des Herzogtums Berg, das zuletzt aufgrund von Erbfällen zum Besitz Königs Maximilian I. Joseph von Bayern gehörte. Am 15. März 1806 trat er das Herzogtum Berg Napoleon im Tausch gegen das Fürstentum Ansbach ab. Dieser übereignete das Herzogtum an seinen Schwager Joachim Murat, der es am 24. April 1806 zusammen mit den rechtsrheinischen Grafschaften Mark, Dortmund, Limburg, dem nördlichen Teil des Fürstentums Münster, aus den Grafschaften Bentheim (mit der Herrlichkeit Lage), Horstmar, Steinfurt, Rheina-Wolbeck, Tecklenburg und Lingen zum Großherzogtum Berg vereinte.
Bald nach der Übernahme begann die französische Verwaltung im Großherzogtum neue und moderne Verwaltungsstrukturen nach französischem Vorbild einzuführen. Bis zum 3. August 1806 ersetzte und vereinheitlichte diese Kommunalreform die alten bergischen Ämter und Herrschaften. Sie sah die Schaffung von Départements, Arrondissements, Kantone und Munizipalitäten (ab Ende 1808 Mairies genannt) vor und brach mit den alten Adelsvorrechten in der Kommunalverwaltung. Am 14. November 1808 war dieser Prozess nach einer Neuordnung der ersten Strukturierung von 1806 abgeschlossen, die altbergischen Honschaften und Bauerschaften blieben dabei häufig erhalten und wurden als Landgemeinden den jeweiligen Mairies eines Kantons zugeordnet.
In dieser Zeit wurde das Arrondissement Düsseldorf im Département Rhein geschaffen, das in die Kantone Düsseldorf, Ratingen, Velbert, Mettmann, Richrath und Opladen umfasste.
1813 zogen die Franzosen nach der Niederlage in der Völkerschlacht bei Leipzig aus dem Großherzogtum ab und es fiel ab Ende 1813 unter die provisorische Verwaltung durch Preußen im sogenannten Generalgouvernement Berg. Mit Bildung der preußischen Provinz Jülich-Kleve-Berg 1816 wurden die vorhandenen Verwaltungsstrukturen im Großen und Ganzen zunächst beibehalten und unter Beibehaltung der französischen Grenzziehungen in preußische Landkreise, Bürgermeistereien und Gemeinden umgewandelt, die häufig bis in das 20. Jahrhundert Bestand hatten.

## Struktur des Arrondissements
In der Regel waren mehrere Gemeinden zu einer Mairie (vor 1809 Munizipalitäten, nach 1816 unter Preußen in der Rheinprovinz Bürgermeisterei genannt, ab 1927 Amt) zusammengefasst. Diese Gliederungsebene umfasst die Mairies Angermund, Benrath, Burscheid, Düsseldorf, Eckamp, Gerresheim, Haan, Hardenberg, Hilden, Hubbelrath, Kaiserswerth, Leichlingen, Mettmann, Mintard, Monheim, Richrath, Schlebusch und Wülfrath.
- Arrondissement Düsseldorf
  - Kanton Düsseldorf (1809: 19.472 Einwohner)
    - Munizipalität/MairieDüsseldorf
      - Dorf und Honschaft Hamm
      - Dorf Volmerswerth
      - Kirchspiel Bilk mit den dazugehörenden Dörfern und Honschaften
        - Dorf und Honschaft Bilk
        - Dorf und Honschaft Stoffeln
        - Dorf und Honschaft Lierenfeld
        - Dorf und Honschaft Oberbilk
        - Dorf und Honschaft Flehe

      - Kirchspiel Derendorf mit den dazugehörenden Dörfern und Honschaften
        - Dorf und Honschaft Derendorf
        - Dorf und Honschaft Pempelfort
        - Dorf und Honschaft Flingern
        - Dorf und Honschaft Grafenberg
        - Dorf und Honschaft Mörsenbroich
        - Dorf und Honschaft Golzheim

  - Kanton Ratingen (1809: 13,713 Einwohner)
    - Munizipalität/Mairie Ratingen
      - Stadt Ratingen mit Außenbürgerschaft

    - Munizipalität/Mairie Kaiserswerth
      - Stadt Kaiserswerth
      - Honschaft Einbrungen
      - Honschaft Wittlaer
      - Honschaft Lohausen
      - Honschaft Stockum
      - Honschaft Bockum

    - Munizipalität/Mairie Angermund
      - Flecken Angermund
      - Honschaft Ehingen
      - Honschaft Huckingen
      - Honschaft Mündelheim
      - Honschaft Lintorf
      - Honschaft Serm
      - Dorf Angerhausen
      - Dorf Wanheim

    - Munizipalität/Mairie Mintard
      - Honschaft Breitscheid
      - Honschaft Selbeck
      - Honschaft Mintard
      - Honschaft Laupendahl

    - Munizipalität/Mairie Eckamp
      - Honschaft Eckamp
      - Honschaft Bracht
      - Honschaft Homberg
      - Honschaft Bellscheidt
      - Honschaft Hösel
      - Honschaft Eggerscheid
      - Honschaft Rath

  - Kanton Velbert (1089: 11.703 Einwohner, alle Bauerschaften des Kantons werden in der Einteilung als Honschaft bezeichnet)
    - Munizipalität/Mairie Velbert
      - Dorf und Honschaft Velbert
      - Honschaft Krehwinkel
      - Honschaft Tüschen
      - Honschaft Oefte (Öfte)
      - Honschaft Leubeck (Laubeck)
      - Honschaft Hetterscheidt
      - Honschaft Hasselbeck
      - Honschaft Isenbügel

    - Munizipalität/Mairie Wülfrath
      - Honschaft Püttbach
      - Honschaft Oberdüssel
      - Honschaft Unterdüssel (ab 1809)
      - Honschaft Erbach
      - Honschaft Flandersbach
      - Honschaft Rützkausen

    - Munizipalität/Mairie Hardenberg
      - Dorf und Bauerschaft Hardenberg-Neviges
      - Dorf und Bauerschaft Langenberg
      - Bauerschaft Kleinhöhe
      - Bauerschaft Große Höhe
      - Bauerschaft Kuhlendahl
      - Bauerschaft Nordrath
      - Bauerschaft Windrath
      - Bauerschaft Obensiebeneick
      - Bauerschaft Untensiebeneick
      - Bauerschaft Wallmichrath
      - Bauerschaft Rottberg
      - Bauerschaft Vosnacken
      - Bauerschaft Richrath
      - Bauerschaft Dilldorf
      - Bauerschaft Dönberg

  - Kanton Mettmann
    - Munizipalität/Mairie Gerresheim
      - Stadt und Honschaft Gerresheim
      - Honschaft Erkrath
      - Honschaft Bruchhausen
      - Honschaft Unterbach
      - Honschaft Dorp
      - Honschaft Morp
      - Honschaft Vennhausen
      - Honschaft Ludenberg

    - Munizipalität/Mairie Mettmann
      - Flecken und Honschaft Mettmann
      - Honschaft Diepensiepen
      - Honschaft Laubach
      - Honschaft Obschwarzbach (1806 bis 1809 zur Mairie Wülfrath)
      - Honschaft Niederschwarzbach (1806 bis 1809 zur Mairie Wülfrath)
      - Honschaft Obmettmann

    - Munizipalität/Mairie Haan
      - Dorf Haan
      - Oberhonschaft Haan
      - Mittelhonschaft Haan
      - Unterhonschaft Haan
      - Dorf und Honschaft Gruiten
      - Honschaft Ellscheid
      - Honschaft Millrath
      - Honschaft Obgruiten
      - Honschaft Schöller

    - Munizipalität/Mairie Hubbelrath
      - Honschaft Hubbelrath
      - Honschaft Hasselbeck
      - Honschaft Krumbach
      - Honschaft Metzkausen
      - Honschaft Schwarzbach
      - Honschaft Meyersberg

  - Kanton Richrath (1809: 10.714 Einwohner)
    - Dorf und Honschaft Eller
    - Munizipalität/Mairie Richrath
      - Kirchspiel, Dorf und Honschaft Richrath
      - Honschaft Berghausen (Langenfeld)
      - Honschaft Immigrath
      - Honschaft Wiescheid
      - Kirchspiel, Dorf und Honschaft Reusrath

    - Munizipalität/Mairie Hilden
      - Kirchspiel, Dorf Hilden
      - Haanhonschaft
      - Lehmhonschaft
      - Sandhonschaft

    - Munizipalität/Mairie Monheim
      - Freiheit und Honschaft Monheim
      - Kirchspiel, Dorf und Honschaft Hitdorf
      - Dorf und Honschaft Baumberg
      - Honschaft Blee
      - Kirchspiel, Dorf und Honschaft Rheindorf

    - Munizipalität/Mairie Benrath
      - Kirchspiel, Dorf und Honschaft Benrath
      - Kirchspiel, Dorf und Honschaft Itter
      - Kirchspiel, Dorf und Honschaft Himmelgeist
      - Dorf und Honschaft Garath
      - Dorf und Honschaft Urdenbach
      - Dorf und Honschaft Wersten
      - Dorf und Honschaft Holthausen (Düsseldorf)

  - Kanton Opladen (1809: 13.620 Einwohner)
    - Munizipalität/Mairie Opladen
      - Kirchspiel, Dorf und Honschaft Opladen
      - Kirchspiel, Dorf und Honschaft Neukirchen
      - Kirchspiel, Dorf und Honschaft Wiesdorf
      - Kirchspiel, Dorf und Honschaft Bürrig

    - Munizipalität/Mairie Schlebusch
      - Kirchspiel, Dorf und Honschaft Schlebusch
      - Kirchspiel Lützenkirchen mit den dazugehörenden Dörfern und Honschaften
        - Dorf Lützenkirchen
        - Lützenkirchener Oberhonschaft
        - Lützenkirchener Mittelhonschaft
        - Lützenkirchener Unterhonschaft

      - Kirchspiel, Dorf und Honschaft Steinbüchel

    - Munizipalität/Mairie Burscheid
      - Kirchspiel Burscheid mit den dazugehörenden Dörfern und Honschaften
        - Dorf Burscheid
        - Burscheider Oberhonschaft
        - Burscheider Mittelhonschaft
        - Burscheider Unterhonschaft

      - Kirchspiel, Dorf und Honschaft Witzhelden

    - Munizipalität/Mairie Leichlingen
      - Kirchspiel, Dorf und Honschaft Leichlingen